# Mariví Villaverde
Mariví Villaverde, cuyo nombre real era María Victoria Villaverde Otero (Vilagarcía de Arousa, 1922 - Ribadumia, 23 de abril de 2017), fue una escritora gallega que vivió varios años en la Argentina.

## Biografía
Nació en Vilagarcía de Arousa (Pontevedra, Galicia), en el año 1922. Era la mediana de los tres hijos de Elpidio Villaverde, diputado por Pontevedra por Izquierda Republicana en la candidatura del Frente Popular. Al iniciarse la Guerra Civil Española, sin su padre debieron permanecer ocultos hasta que seis meses más tarde pueden huir en un barco inglés desde Vigo a Marsella, para luego instalarse en Paris. Mientras que su padre salió de Galicia el 19 de julio de 1936 junto con el alcalde de Boiro, Juan Somoza, dirigiéndose a Portugal donde el embajador español Claudio Sánchez Albornoz lo ayudó para que pudiera embarcar en un buque inglés que iba a Francia. Hacia finales de 1936 se reunió la familia en dicho país.
Allí permaneció durante tres años, donde estudió en Orleans, mientras toda la familia se instalaba en Burdeos durante el verano. En estos años conoció a Ramón de Valenzuela -destacado galleguista y comunista-, quien sería luego su marido. Con el estallido de la Segunda Guerra Mundial, la familia Villaverde partió en barco hacia Argentina en octubre de 1939. En el mismo barco iban también Amparo Alvajar y Arturo Cuadrado.
Mariví regresó a Vilagarcía en 1944 para casarse con Ramón de Valenzuela en febrero de 1945, a quien no veía desde su exilio en Argentina. El matrimonio vivió varios años en Vilagarcía de Arousa, hasta que Valenzuela obtuvo el indulto, por lo que decidieron partir rumbo a Buenos Aires en 1949. Allí trabajó en el Teatro Gallego de la Federación de Sociedades Agrarias y Culturales de Galicia. También se desempeñó como actriz y promotora de teatro.
Dirigió con Arturo Cuadrado el diario Galicia donde publicó algunos artículos bajo el seudónimo de Mª V. Arealonga. También se desempeñó como escritora y traductora. Entre sus intereses figuraba la recuperación y dignificación de la memoria del exilio. En 1962 publicó la obra "Tres tiempos y la esperanza", cuya portada realizó el artista Luis Seoane,donde narró la represión que sufrió su familia por sus ideas republicanas.
En 1966 regresaron definitivamente a España, instalándose en Madrid. Villaverde trabajó como agente comercial, manteniendo al mismo tiempo la realización de traducciones en francés y la escritura.
Falleció en la Residencia de Mayores de Ribadumia el 23 de abril de 2017. Fue enterrada junto con los restos de su marido, Ramón de Valenzuela.

## Obras
- Tres tiempos y la esperanza. Buenos Aires: Editorial Alborada (1962).

## Reconocimientos
- Recibió el Premio Galicia Mártir de la Fundación Alexandre Bóveda en el año 2006.[8]